# Onthophagus bidentatus
Onthophagus bidentatus là một loài bọ cánh cứng trong họ Bọ hung (Scarabaeidae).